# Marisa Pavan
Marisa Pavan (* 19. Juni 1932 in Cagliari, Sardinien; † 6. Dezember 2023 in Saint-Tropez; eigentlich Maria Luisa Pierangeli) war eine italienische Schauspielerin. Für ihre Rolle in Die tätowierte Rose wurde sie 1956 mit dem Golden Globe Award ausgezeichnet und für einen Oscar nominiert.

## Leben
Marisa Pavan besuchte das Torquato Tasso College in den USA, ehe sie 1952 nach Hollywood kam und im Alter von 19 Jahren einen Vertrag bei Paramount Pictures unterschrieb. Es folgte eine Nebenrolle in John Fords Kriegsdrama What Price Glory. 
Schon drei Jahre nach ihrem Debüt feierte Pavan mit ihrer vierten Hollywoodrolle in dem Melodram Die tätowierte Rose (1955) den Durchbruch als Schauspielerin. Der Part als Filmtochter von Anna Magnani brachte ihr 1956 den Golden Globe Award als beste Nebendarstellerin ein. Bei der Oscarverleihung im selben Jahr nahm sie den Academy Award stellvertretend für die abwesende Magnani entgegen, während sie selbst, nominiert für die beste weibliche Nebenrolle, der US-Amerikanerin Jo Van Fleet (Jenseits von Eden) den Vortritt lassen musste. Bei den folgenden Historienepen Diane – Kurtisane von Frankreich (1956) oder Salomon und die Königin von Saba (1959) stand sie im Schatten ihrer Filmpartnerinnen Lana Turner und Gina Lollobrigida und wandte sich Anfang der 1960er Jahre verstärkt der Arbeit im US-amerikanischen Fernsehen zu. In den folgenden Jahrzehnten nahm sie auch Angebote in Europa an. So spielte Pavan 1973 eine Nebenrolle in der Komödie Die Umstandshose mit Catherine Deneuve und Marcello Mastroianni. Zuletzt war sie 1992 in einer Episode der französischen Fernsehserie Haute tension zu sehen.
Marisa Pavan war die zweite Ehefrau des französischen Schauspielers Jean-Pierre Aumont, mit dem sie von 1956 bis zu seinem Tod 2001 verheiratet war. Aus dieser Ehe stammen die Söhne Jean-Claude und Patrick. In den 1960er Jahren tourte sie mit ihrem Ehemann auch als Sängerin durch die USA, Kanada und Mexiko. 1974 verzeichnete sie mit der französischsprachigen Version von Burt Bacharachs Song Green Grass Starts to Grow einen Erfolg in Übersee. Pavan war die Zwillingsschwester der Schauspielerin Pier Angeli, die 1971 durch eine Überdosis Barbiturate verstarb.
Marisa Pavan lebte zuletzt in Saint-Tropez, wo sie am 6. Dezember 2023 im Alter von 91 Jahren starb.
Pavan hatte keine feste deutsche Synchronstimme, am häufigsten wurde sie in ihren Filmen jedoch von Marion Degler gesprochen.

## Filmografie (Auswahl)
- 1952: Ho scelto l’amore
- 1952: What Price Glory
- 1954: Drei dunkle Straßen (Down Three Dark Streets)
- 1954: Der einsame Adler (Drum Beat)
- 1955: Die tätowierte Rose (The Rose Tattoo)
- 1956: Diane – Kurtisane von Frankreich (Diane de Poitiers)
- 1956: Der Mann im grauen Flanell (The Man in the Gray Flannel Suit)
- 1957: Der Tod war schneller (The Midnight Story)
- 1959: Beherrscher der Meere (John Paul Jones)
- 1959: Salomon und die Königin von Saba (Solomon and Sheba)
- 1961: Gnadenlose Stadt (Naked City)
- 1961: Die drei Wahrheiten (Le puits aux trois vérités)
- 1969: Cutter duldet keinen Mord (Cutter’s Trail)
- 1973: Die Umstandshose (L’événement le plus important depuis que l’homme a marché sur la lune)
- 1974: Antoine and Sebastian